# Vissarion Belinski

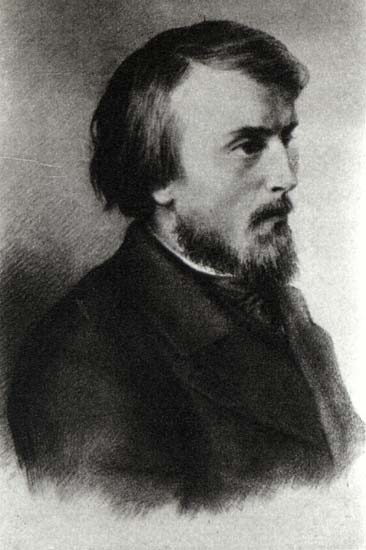
Vissarion Belinski, circa 1845

Vissarion Grigorevitsj Belinski (Russisch: Виссарион Григорьевич Белинский) (Sveaborg (bij Helsinki), 11 juni [O.S. 30 mei] 1811 – Sint-Petersburg, 7 juni [O.S. 26 mei] 1848) was een vooraanstaand Russisch literair criticus en publicist uit de 19e eeuw.

## Leven en ideeën
Belinski werd in 1811 als zoon van een militair arts geboren nabij Helsinki en studeerde van 1829 tot 1832 aan de universiteit van Moskou. Hij werd van de universiteit verwijderd vanwege kritiek op de lijfeigenschap.
Belinski publiceerde in zijn korte leven honderden artikelen, welke een enorme invloed hadden op de Russische literatuur vanaf 1840.
Belinski’s opvatting over literatuur en kunst bevat vier elementen:
1. Het (sociaal) realisme: een realistische weergave van de werkelijkheid, maar niet van het toevallige, maar van het karakteristieke daarvan;
2. “Volkstümlichkeit”: een artistieke weergave van de sociale werkelijkheid vanuit het standpunt van het onderdrukte volk;
3. De taak van literatuur om hoogstaande ideeën te brengen;
4. De opvoedende functie van de literatuur.

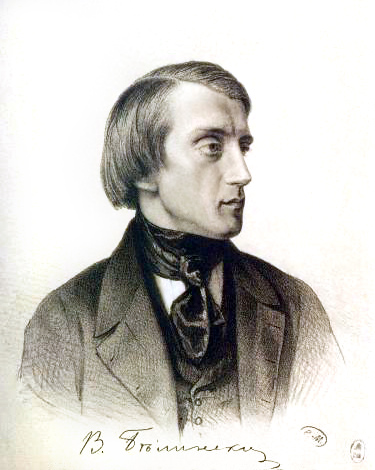
Vissarion Belinski, 1843

Hij verwoordde zijn stellingen het meest pregnant in een “Overzicht van de Russische literatuur” uit 1846 en een studie over Gogol uit 1843.
In 1837 openbaarde zich bij Belinski tuberculose. In 1847 liet hij zich nog in Berlijn en Salzburg behandelen, maar in 1848 stierf hij in Sint-Petersburg.

## Invloed
De invloed van Belinski op het sociale en intellectuele leven in het Rusland van 1850 tot 1917 kan niet worden onderschat. Hij werd de geestelijke vader van de Russische intelligentsia, en had een invloed die zich doortrok tot aan de Russische Revolutie toe. De eerste bolsjewieken beschouwden hem als een soort van een literair inspirator (om later onder Stalin vervolgens weer verboden te worden, met name om zijn vrijzinnige denkstijl).
Op de Russische literatuur was zijn invloed zo mogelijk nog groter. Hij ondersteunde Gogol bij het uitgeven van “Dode zielen” en was de eerste die in een studie het grote belang van het werk van Gogol benadrukte, samen met Nekrasov ‘ontdekte’ hij Dostojevski (“arme mensen”), en had grote invloed op Ivan Toergenjev, Aleksej Pisemski en tal van andere Russische schrijvers. Als zodanig speelde hij een belangrijke rol met betrekking tot de grote klassieke periode van de Russische literatuur in de 19e eeuw en wordt hij beschouwd als de vader van het Russisch realisme.
Alexander Herzen en Toergenjev besteden uitgebreid aandacht aan Belinski in hun ook in het Nederlands gepubliceerde memoires.